# Susan Slaughter
Susan Slaughter (* 1945 in McCordsville, Indiana) ist eine US-amerikanische klassische Trompeterin. Sie war die erste Frau, die als 1. Trompeterin in einem bekannten Orchester, dem Saint Louis Symphony Orchestra, spielte. Slaughter sorgte durch die Gründung der Internationalen Frauen-Blechbläserinnen-Konferenz für Vernetzung zum Empowerment von Frauen in der Musikbranche. Aus dieser Konferenz entstand unter anderem das nur aus Frauen bestehende Ensemble Monarch Brass.

## Leben und Wirken
Susan Slaughter wuchs mit zwei älteren Brüdern in einer ländlichen Gegend auf. Ihre Familie war in der Landwirtschaft tätig. Im Alter von zehn Jahren begann sie mit dem Trompetespiel, was ihr durch ein Bandprogramm an ihrer Grundschule ermöglicht wurde. Bei ihrem älteren Bruder erhielt sie Anfangsunterricht im Klavierspiel. Ihr Talent für das Trompetespiel wurde von ihren Lehrern gefördert. In der High School Stage Band durfte sie aufgrund ihres Geschlechts nicht mitspielen. Erst als die Band nach Ersatz suchte, wurde sie gefragt, ob sie mitspielen würde. Während des Schulbesuchs erhielt sie Trompetenunterricht am Jordan Konservatorium in Indiana. 
Im Anschluss an die High School studierte Slaughter Trompete an der Indiana University bei Herbert Müller. Weitere Lehrer waren Arnold Jacobs und Claude Gordon. Ihren Bachelor of music absolvierte sie im Jahr 1967 und erhielt ein „Performer’s certificate“. 1966 und 1968 besuchte sie das Aspen Festival und studierte bei Robert Nagel. 1969 erhielt sie ein Stipendium für Tanglewood und spielte dort im Orchester. 
Auf über 30 Bewerbungen folgten keine Rückmeldungen. Erst als sie nur mit ihren Initialen unterschrieb, erhielt sie einzelne Antworten und Einladungen für ein Vorspiel, zum Beispiel beim Milwaukee Symphony Orchestra, North Carolina Symphony und Toledo Symphony Orchestra. Von 1967 bis 1969 war sie 1. Trompeterin im Toledo Symphony Orchestra und wechselte anschließend zum St. Louis Symphony Orchestra. 1972 übernahm sie die Position der 1. Trompeterin in diesem Orchester und wirkte dort als solche bis zum Eintritt in den Ruhestand im Jahr 2010.
Außerdem spielte sie auch im Duett mit Wynton Marsalis, Kathleen Battle, Christine Brewer, Doc Severinsen und Al Hirt. Seit den 1980er Jahren spielte sie jährlich die Nationalhymne und „God Bless America“ bei den Baseballspielen von St. Louis Cardinals. Für Organisationen wie das National Orchestra Institute, das Teton Music Festival, die International Trumpet Guild, die Northwestern University und die Peadody School of Music an der Johns Hopkins University gab Slaughter Meisterkurse.

## Internationale Frauen-Blechbläserinnenkonferenz
Im Sommer 1989 wurde Slaughter Dozentin beim Grand Teton Orchestra, wo sie Pläne zur Initiierung einer Frauen-Blechblaskonferenz entwickelte. Sie erstellte eine Umfrage und schickte diese an circa 1500 Blechbläserinnen, deren Namen sie über Verzeichnisse unterschiedlicher Organisationen erhielt. Durch einige Rückmeldungen gewann Slaughter Unterstützerinnen.
1990 gründete Slaughter die internationale Frauen-Blechbläserkonferenz und bildete zusammen mit der Kunstmanagerin Rebecca Staup deren Vorstand. Das Ziel dieser Konferenz bestand darin, Blechbläserinnen mit angestrebter beruflicher musikalischer Laufbahn in ihrer Ausbildung zu unterstützen und zu inspirieren. Weitere langfristige Pläne waren das Erstellen von Newslettern, die Organisation von Konferenzen mit prominenten Künstlerinnen und die Gründung eines Frauen-Blechbläserensembles sowie die Produktion von CDs und die Erstellung eines Verzeichnisses für Blechbläserinnen. 1993 fand die erste Konferenz an der Washington University in St. Louis statt. Es entstand das Frauenensemble Monarch Brass, das 1996 eine Tournee durch die USA und 1999 durch Italien unternahm. 2010 veröffentlichten sie ihre erste CD mit dem Titel Monarch Brass. 
Außerdem entstanden einige weitere Ensembles durch andere Konferenzteilnehmerinnen. Zur Unterstützung der internationalen Blechbläserinnen-Konferenz gründete Slaughter die Holiday Brass Concerts als Spendenaktion. 

## Preise und Auszeichnungen
Slaughter erhielt mehrere Nominierungen und Auszeichnungen. Das Ladies Home Journal nominierte sie zur „Frau des Jahres“. Außerdem erhielt sie den „Special Leadership Award in Arts“ von der Young Women’s Christian Association und den lokalen Owen Miller Preis des amerikanischen Musikerverbandes.